# Jonas Walton
Pour les articles homonymes, voir Walton.
Jonas Walton, né le 8 mars 2004 à Augusta, est un coureur cycliste canadien.

## Biographie
Jonas Walton est issu d'une famille de cyclistes. Son père Brian fut notamment vice-champion olympique sur piste en 1996, et sa mère Dana est une ancienne championne du monde masters. Il pratique le vélo en compétition depuis l'âge de quinze ou seize ans,. 
Durant ses premières années, il court sous nationalité américaine. En 2022, il établit un nouveau record de l'heure junior à Aguascalientes en parcourant 50.792 km,. Sur route, il se classe deuxième d'une étape du Tour d'Irlande juniors et troisième du championnat des États-Unis du contre-la-montre juniors. Il finit par ailleurs neuvième du Tour de DMZ, une manche de la Coupe des Nations Juniors. 
En 2023, il intègre l'équipe continentale Ecoflo Chronos, qui forme de jeunes coureurs. Il décide à cette occasion de prendre une licence canadienne, tout en poursuivant ses études à Belmont. Bon rouleur, il termine troisième du championnat du Canada du contre-la-montre et du Chrono des Nations, dans la catégorie des espoirs. Il gagne également l'épreuve chronométrée aux championnats des États-Unis des collèges.
Lors de la saison 2024, il devient champion du Canada du contre-la-montre espoirs. Il termine par ailleurs quatrième et meilleur jeune du Tour of the Gila. Aux championnats des États-Unis des collèges, il remporte plusieurs titres. Il représente aussi le Canada aux championnats du monde de Zurich.

## Palmarès et résultats

### Palmarès par année
- 2020
  - Championnat de Floride sur route juniors
- 2021
  - 1re étape de la  Vuelta Ribera del Duero (contre-la-montre par équipes)
- 2022
  - 3e du championnat des États-Unis du contre-la-montre juniors
- 2023
  - 3e du championnat du Canada du contre-la-montre espoirs
  - 3e du Chrono des Nations espoirs
- 2024
  -  Champion du Canada du contre-la-montre espoirs
- 2025
  - 2e du championnat du Canada du contre-la-montre espoirs

### Classements mondiaux
| Année            | 2023 |
| ---------------- | ---- |
| UCI America Tour | 195e |